# African Jazz Pioneers
Az African Jazz Pioneers Dél-afrikai dzsesszzenekar. Az 1950-es években alakult Johannesburgban. Tagok: Albert Kumalo, Brahms Hlabatau, Sello Manyaka, Mpho Sithole, Levy Kgasi, Maksohonke Mrubata, Phillip Tau, Madoda Gxabeka, Xoleni Maseti és Khanya Ceza. Volt tagok: Bra Ntemi Piliso (2000-ben elhunyt) és Moses Mohologagae. 
Az 1990-es bojkott feloldása után az African Jazz Pioneers voltak az elsők, akik eljutottak külföldre és fesztiválokon vettek részt Franciaországban, Japánban, Svájcban, Angliában, Spanyolországban, Németországban, Svédországban, Hollandiában. Youssou N'Dour, Quincy Jones, Gilberto Gil, Nina Simone, Chick Corea és mások voltak velük egy szinpadon.
Az African Jazz Pioneers világzenét is játszik. Az egyik tag, Bra Ntemi, eredetileg trombitán játszott, de áttért a szaxofonra, mert a trombitáját ellopták. A szaxofon később a védjegyévé vált, és ezért Ben Ngubane miniszter 2000-ben kitüntette. Ugyanebben az évben Ntemi elhunyt.

## Diszkográfia
- African Jazz Pioneers (stúdióalbum, 1991)
- Live at the Montreux Jazz Festival (koncertalbum, 1992)
- Sip'n'Fly (stúdióalbum, 1993)
- Shufflin' Joe (stúdióalbum, 1996)
- Afrika Vukani (stúdióalbum, 1999)
- 76-3rd Avenue (stúdióalbum, 2004)
- Alextown (stúdióalbum, 2005)
- Best of African Jazz Pioneers (válogatáslemez, 2007)
- Great South African Performers (stúdióalbum, 2011)